# 圣热尔韦莱班
圣热尔韦莱班（法語：Saint-Gervais-les-Bains，法語發音：[sɛ̃ ʒɛʁvɛ le bɛ̃]）是法国上萨瓦省的一个市镇，位于该省东部，是距离勃朗峰最近的城市之一，属于博讷维尔区。

## 地理
圣热尔韦莱班（45°53'33"N, 6°42'49"E）面积63.63 平方千米，位于法国奥弗涅-罗讷-阿尔卑斯大区上萨瓦省，该省份为法国东部省份，历史上为薩伏依的一部分，北与瑞士接壤，西接安省，南至萨瓦省，东与瑞士和意大利接壤。
与圣热尔韦莱班接壤的市镇（或旧市镇、城区）包括：库马约尔、孔布卢、莱孔塔米讷-蒙茹瓦、德米卡尔捷、多芒西、莱苏什、默热沃、帕西。
圣热尔韦莱班的时区为UTC+01:00、UTC+02:00（夏令时）。

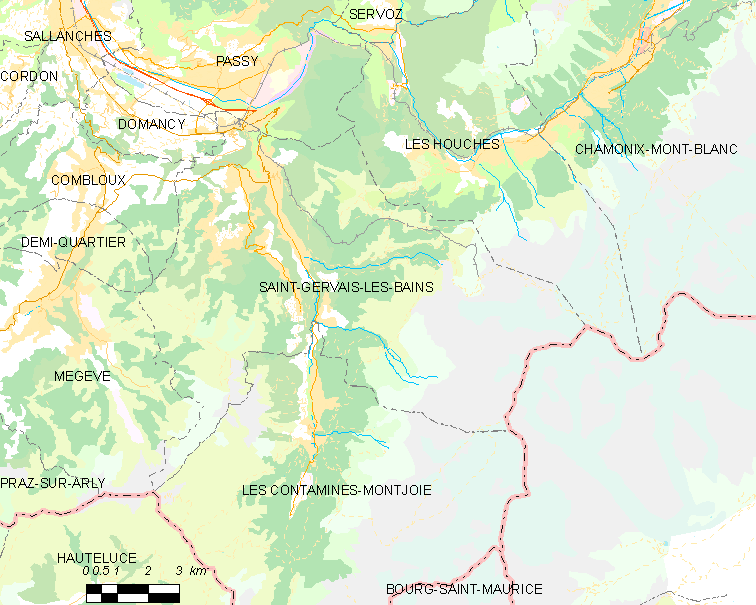
圣热尔韦莱班的OSM定位图

## 行政
圣热尔韦莱班的邮政编码为74170，INSEE市镇编码为74236。

## 政治
圣热尔韦莱班所属的省级选区为勃朗峰县。

## 交通
上萨瓦省省道D902线和D909线经过境内。圣热尔韦莱班-勒法耶站是法国标准铁路网当中距离勃朗峰最近的铁路车站。

## 人口

1962-2008年间圣热尔韦莱班人口变化图示

圣热尔韦莱班于2022年1月1日时的人口数量为5678人。